# 克莉絲汀·福克斯
克莉絲汀·福克斯（英語：Christine Fox），曾任美國國防部代理副部長，是美國史上迄今位階最高的女性國防部官員。曾任美國國防部計畫暨預算評估署署長，是美國國防部的最資深文職官員之一，2013年12月，歐巴馬總統命任她為美國國防部代理副部長，直到2014年2月羅伯特·沃克（Robert Orton Work）接任副部長為止。
2014年5月，克莉絲汀·福克斯自美國國防部退休。

## 逸事
她曾服務於美國海軍陸戰隊米拉瑪航空站（Marine Corps Air Station Miramar），根據《時人》雜誌報導，《捍衛戰士》的製片曾與她訪談，並以她為原型，塑造出劇中的民間女教官「夏麗」這個角色。